# Johannes Monheim
Johannes Monheim, auch Monhemius (* 1509 in Clausen (heute Wuppertal-Barmen), Herzogtum Berg; † 8. oder 9. September 1564 in Düsseldorf), war ein protestantischer Theologe und Pädagoge sowie Schulleiter in Essen, Köln und Düsseldorf.

## Leben
Monheim war Sohn eines Bauern und Besitzers einer Garnnahrung im bergischen Barmen. Er besuchte die Lateinschule in Münster. Ab Herbst 1526 studierte er an der Universitas Studii Coloniensis (Köln), wo er im Sommer 1530 mit dem akademischen Grad Magister artium abschloss. Im Umkreis von Hermann von Neuenahr dem Älteren, vermutlich durch die Dozenten Johannes Caesarius und Arnoldus Vesaliensis, erhielt er eine humanistische Bildung.
Von 1532 bis 1536 war er Rektor der vierklassigen Schule am Stift Essen. Bis zum Jahr 1545 wirkte er in gleicher Funktion an der Kölner Domschule. Seit 1538 trat er in seinen Lehrfächern durch eine Serie von Lehrbüchern in Erscheinung. Teilweise handelte es sich dabei um Auszüge und Schulbearbeitungen prominenter Autoren.
Ostern 1545 berief ihn Herzog Wilhelm von Jülich-Kleve-Berg als Rektor an die herzogliche Landesschule Düsseldorf, ein nach Emmericher, Weseler und Straßburger Vorbild neugegründetes akademisches Gymnasium, das unter herzoglichem Protektorat dem städtischen Magistrat unterstellt war. Die Schule verfügte über sechs Klassen und soll bis 1560 zwischen 1500 und 2000 Schüler gezählt haben, darunter auch Zöglinge aus entfernteren Gegenden wie der Pfalz und dem Moselraum. In ihren oberen Klassen wurde Griechisch unterrichtet. Für angehende Juristen standen die Institutiones des römischen Rechts auf dem Lehrplan, Sekundaner unterzogen sich pflichtmäßigen Disputationen und Deklamationen. Monatliches Katechismusverhör und sonntägliche Besprechung der biblischen Perikopen waren Bestandteile der religiösen Erziehung.
Als Bearbeitungen nach Erasmus von Rotterdam, dessen Lehren am herzoglichen Hof hoch geschätzt waren, gab Monheim 1551 zwei katechetische Schriften für die Mittel- und Unterklassen heraus. Im Jahr 1560 publizierte Monheim einen neuen Katechismus in elf Dialogen. Auch die Rechtfertigungslehre behandelte er in ihm. Monheims Auslegung der Zehn Gebote und des Vaterunser lehnen sich in dieser Schrift an Martin Luther an. In Credo und in Sakramententheologie finden sich Anleihen aus der Institutio Christianae Religionis von Johannes Calvin, während Monheim in der Frage des Abendmahls innerhalb des evangelischen Spektrums eine mittlere Position bezog.
Nachdem seine Schule der Inquisition schon im Jahr 1548 als „valde suspecti“ (sehr verdächtig) erschienen war, erhob sich nun ein Sturm gegen Monheim und seine Schule. Verfasst von Jesuiten wurde noch im gleichen Jahr unter dem Titel Censura – et docta explicatio errorum Catechismi Joannis Monhemii eine Gegenschrift der theologischen Fakultät in Bonn publiziert, woraufhin unter Pseudonym als Erwiderung die Schrift Ad theologastrorum Coloniensium censuram Henrici Artopoei responsio, pro defensione Catechismi Joannis Monhemii praeceptoris sui conscripta – Excudit Gratianopoli Petr. Cephalius Duromontanus, anno MDLXI, Mense Septembri erschien. Private Ablehnung für seine Standpunkte erfuhr Monheim von Petrus Canisius. Unterstützung fand er hingegen bei Martin Chemnitz und Hermann Hamelmann.
Nuntius Giovanni Francesco Commendone intervenierte beim Herzog und wirkte auf eine Entlassung Monheims hin. Wilhelm V. entließ ihn zwar nicht, verbot Monheim in der Angelegenheit aber jedwede öffentliche Äußerung. 1563 verordnete er ihm einen Verzicht auf protestantische Lehren im Unterricht. Bald darauf starb Monheim. Sein Nachfolger wurde 1564 Franz Fabricius (1527–1573) aus Düren. Trotz weiterhin hoher Qualität der Schule ging deren Frequenz nach Monheims Tod zurück.
Georg Gogreve, der Agent des Herzogs für das Projekt der Gründung der Universität Duisburg, machte Monheim für die Schwierigkeiten bei der Durchführung seines Vorhabens verantwortlich. Denn nachdem er 1561 als Notar der Rota die Erlaubnis Pius’ IV. hierzu bereits erhalten und sie versandt hatte, wurde er bald darauf gezwungen, die Urkunde nach Rom zurückbringen zu lassen. Erst 1564 waren die Vorbehalte die Kurie so weit ausgeräumt, dass Pius IV. eine neue Genehmigungsbulle für die Gründung der Universität Duisburg unterschrieb.
Monheims Vita wirft ein bezeichnendes Licht auf die Schwierigkeiten einer humanistischen Kirchen- und Bildungspolitik in Jülich-Kleve-Berg. Als Pädagoge vermochte er gleichwohl zahlreiche Schüler im Sinne des Renaissance-Humanismus und der Reformation zu prägen, auch einige spätere Prediger evangelischer Gemeinden am Niederrhein. Einer seiner Schüler war Caspar Coolhaes (1536–1615), ein reformierter Theologe, der später an der Universität Leiden lehrte.

## Schriften (Auswahl)
- Dilucida Explanatio symboli quod apostolorum dicitur etc. autore Erasmo Rot. in compendium redacta. Köln 1551 (1554, 1556).
- Christianae religionis Rudimenta ex Des. Erasmi Rot. lucubrationibus. Köln 1551.
- Catechismus, in quo Christianae religionis elementa syncere simpliciterque explicantur. Düsseldorf 1560.